# Ohm Made - Live in studio
Ohm Made - Live in studio è un album del gruppo italiano Otto Ohm, pubblicato nel 2011. Si tratta un doppio CD che raccoglie il riarrangiamento e la rielaborazione di 24 canzoni già pubblicate negli album precedenti più un brano inedito, Disco tristo, uscito come singolo nell'ottobre dello stesso anno.

## Tracce
Testi e musiche di Vincenzo Leuzzi, tranne dove indicato.
CD1
1. Cupo
2. Telecomando
3. Indiano metropolitano
4. Dee-Lay
5. In questo specchio
6. Senza bisogno di parole
7. Christina non lo sa
8. B.E.M.
9. Ho visto la felicità
10. Primo maggio
11. Crepuscolaria
12. Tu sei

CD2
1. Come parlo di te
2. Domani
3. La vita e che ci fai
4. Brucia Babilonia
5. Evito la forma
6. Andare oltre
7. Quello che serve davvero
8. Fumodenso
9. Strade inquiete (Vincenzo Leuzzi e Stefano Bari)
10. L'unica via
11. Disco tristo (inedito) (Vincenzo Leuzzi e Fulvio Liberati)
12. Amore al terzo piano
13. Oro nero